# USS John F. Kennedy (CVN-79)
USS John F. Kennedy (CVN-79) – amerykański lotniskowiec z napędem jądrowym w budowie. Jednostka o wyporności 100 000 długich ton, budowana jest w należącej do koncernu Huntington Ingalls Industries (spółka zależna Northrop Grumman) stoczni Newport News. Okręt jest drugim w kolejności lotniskowcem nowej generacji typu Gerald R. Ford. Początek budowy okrętu nastąpił wraz z pierwszym cięciem blach 25 lutego 2011 roku. Ceremonia położenia stępki miała miejsce 22 sierpnia 2015 roku w Newport News w stanie Wirginia. Pierwotnie zakładano wejście jednostki do służby w 2024 roku jednak dzięki doświadczeniom zdobytym podczas budowy USS Gerald R. Ford, prace konstrukcyjne wyprzedzały założony harmonogram. Wodowanie nowego okrętu rozpoczęło się trzy miesiące przed terminem, 29 października 2019 roku. 7 grudnia 2019 r. okręt został ochrzczony. Obecnie planuje się przekazanie jednostki marynarce w 2025 roku.